# 따릉이
서울자전거(Seoul Bike)는 서울특별시가 운영하는 무인 공공 자전거 대여 서비스이다. 별칭은 따릉이이다. 2015년 10월부터 서비스가 시작되었다.

## 역사

### 시초
서울시 차원의 공공 자전거 대여 서비스는 지난 2000년 4월에 처음 시작되었다. 당시 창동역과 여의도역 두 곳의 지하철역 중심으로 대여소가 설치되었고, 회원등록제 및 유료로 서비스되었다. 2004년 경에는 송파구가 자전거 특별구로 지정되면서 공원 위주로 자전거 무료 대여 서비스를 운영하기도 했다. 2008년에는 지하철역과 시내 등 본격적인 무인 서비스 확대에 나섰다.
2007년 11월, 서울시는 자전거 관련 정책을 발표하면서 파리 시의 벨리브와 같은 무인 공공 자전거를 도입해 내년부터 시범 운영하겠다고 밝혔다. 자전거 전용도로망 권역 내에 300m 간격으로 자전거역 5102개를 만들고, 자전거 8만 2400대를 비치한다는 계획이었다. 이듬해인 2008년 10월 서울시는 자전거 마스터플랜을 다시 발표하고 2012년까지 공공임대 자전거 도입을 적극 검토하겠다는 뜻을 다시금 확인했다. 다만 두 발표 모두 자전거 도로 확충에 중점을 두고 있었고, 서울시 전역의 공공 자전거 대여에 관해서는 별 진전이 없었다. 한편 그해 말에는 서울시설공단이 청계천 구간 한정으로 무인 대여 서비스를 개시하였다.
2009년 9월 17일, 몬트리올 시를 순방하던 오세훈 당시 서울시장은 몬트리올의 빅시와 비슷한 서울 시내 어디서나 이용할 수 있는 공공자전거 시스템인 '자전거 택시' (당시 명칭)을 도입하겠다고 공식적으로 발표했다. 오세훈 시장은 "당장 도입하는 것은 어렵겠지만, 서울시의 자전거도로 구축 계획상 2011년에 시범 운영한 후 전면 도입"할 수 있다고 밝혔다.

### 공모와 서비스 개시
2015년 3월 20일, 서울특별시는 서울형 공공자전거의 디자인을 스마트폰 애플리케이션과 현장 투표를 통해 결정하겠다고 밝혔다. 이에 앞서 서울시는 공공자전거의 명칭, 자전거 정거장의 디자인과 브랜드를 개발하기 위해 전문기관에 의뢰하고, 시민이 참여할 수 있는 공모를 진행하였다. 그 중에서 명칭의 경우, 4개 명칭을 선별해 선호도 조사에 포함했다. 서울시가 도출한 명칭은 '서울 자전거 공공', '더블로', '고고(go go) 서울공공자전거'였으며, 시민 공모에서 선정한 명칭은 'S-Bike', '빠르릉', '따릉이', 'SeSeSe'였다. 자전거와 정류장의 디자인에는 흰색, 흰색·검은색, 녹색 등의 방안이 제시됐다.
2020년 3월에 QR코드를 스캔하는 방식으로 손쉽게 대여하고 반납도 간단한 'QR형 뉴-따릉이'를 도입하였다. 이후 기존에 도입된 자전거도 QR형으로 전부 교체되었다.

## 이용권
1시간권은 1000원, 2시간권은 2000원이다. 이용권 구매 시점부터 24시간동안 대여시간만큼 이용할 수 있으며, 이용시간 초과시 30분당 1,000원이 추가요금으로 부과되었다가 2018년 상반기부터 추가요금 5분당 200원이 부과되는 것으로 변경되었다. 또한 최대 대여시간인 일반권 4시간, 프리미엄권 6시간 초과 시 도난으로 간주되므로 그 이전에 반납해야 한다. 또한 기존 LCD 단말기가 달려있는 따릉이의 경우, 반드시 단말기 커넥터가 있어 반납이 가능한 대여소로 반납해야하며, QR형 따릉이의 경우 모든 대여소에서 대여/반납이 가능하다.
| 기간  | 1시간권 | 2시간권 |
| ----- | ------- | ------- |
| 1일   | 1000원  | 2000원  |
| 7일   | 3000원  | 4000원  |
| 30일  | 5000원  | 7000원  |
| 180일 | 15000원 | 20000원 |
| 365일 | 30000원 | 40000원 |

### 단체권
단체권 서비스를 제공하는데 1일 한시간권에 한해서 최소 2명에서 최대5명까지 한개의 계정으로 구매할 수 있다.
| 단체권 1시간 | 단체권 1시간 | 단체권 1시간 |
| 기간         | 인원         | 인원         |
| ------------ | ------------ | ------------ |
| 1일          | 2명          | 2000원       |
| 1일          | 3명          | 3000원       |
| 1일          | 4명          | 4000원       |
| 1일          | 5명          | 5000원       |

## 이용방법
따릉이 이용방법은 사전에 결제 과정을 거친 후, 대여장소로 가서 인증을 한 후에 대여할 수 있다.

### 결제
회원은 정기권, 일일권, 단체권 등의 이용권을 구매 및 선물하기가 가능하다. 먼저 구매 또는 선물할 이용권을 선택하고, 결제 수단(휴대전화, 신용카드, 모바일 티머니)을 선택한 후, 결제가 된다.
비회원은 일일권만 구매할 수 있으며, 모바일 티머니 결제는 불가능하다. 결제하기 전 휴대전화 본인 인증과정을 거친 후 결제할 수 있다.

### 카드 등록
등록할 수 있는 대여카드는 티머니와 후불교통카드가 있다. 
티머니 교통카드 등록방법은 홈페이지나 스마트폰 앱에서 회원 로그인을 한 후, 카드 번호를 등록하는 절차로 등록할 수 있다.
후불교통카드는 자전거 대여와 함께 진행된다. 후불교통카드는 카드내부의 칩번호를 등록해야하기 때문에 카드 칩번호를 읽을 수 있는 자전거 단말기에만 등록가능하다. 등록된 칩번호와 회원정보 연계가 필요하기 때문에 앱을 이용하여 자전거 대여를 할 때만 가능하다.
스마트폰 앱을 사용할 경우는 별도의 카드 등록을 할 필요가 없다.

### 자전거 대여
등록된 카드를 이용한 대여방법은 대여할 자전거 단말기의 홈버튼을 누르고, 등록된 카드를 인식시킨다. 스마트폰 앱을 이용하는 방법은, 스마트폰 앱을 실행하여 대여할 거치대를 선택하거나, 대여할 거치대의 QR코드를 스캔한 후 해당 자전거 단말기의 홈버튼을 누른다.
이후는 동일하게, 대여비밀번호를 입력하고 거치대에 연결된 잠금 장치를 해제하면 대여 자전거를 이용할 수 있다.

### 자전거 반납
자전거 반납 방법은, 반납할 대여소에서 빈 거치대에 자전거를 거치한 후, 자전거 잠금 장치를 연결하면 반납이 된다.
비어있는 거치대가 없는 경우 '연결 반납'이란 방법으로 반납할 수 있으며, 거치된 자전거 단말기 왼쪽의 보조잠금장치를 풀어서 반납할 자전거에 연결해서 반납한다.

## 같이 보기
- 서울특별시의 교통
- 타슈 - 대전광역시의 공공 자전거 대여 서비스
- 빅시 - 몬트리올의 공공 자전거 대여 서비스
- 벨리브 - 파리의 공공 자전거 대여 서비스